# Barreiros (Póvoa de Varzim)

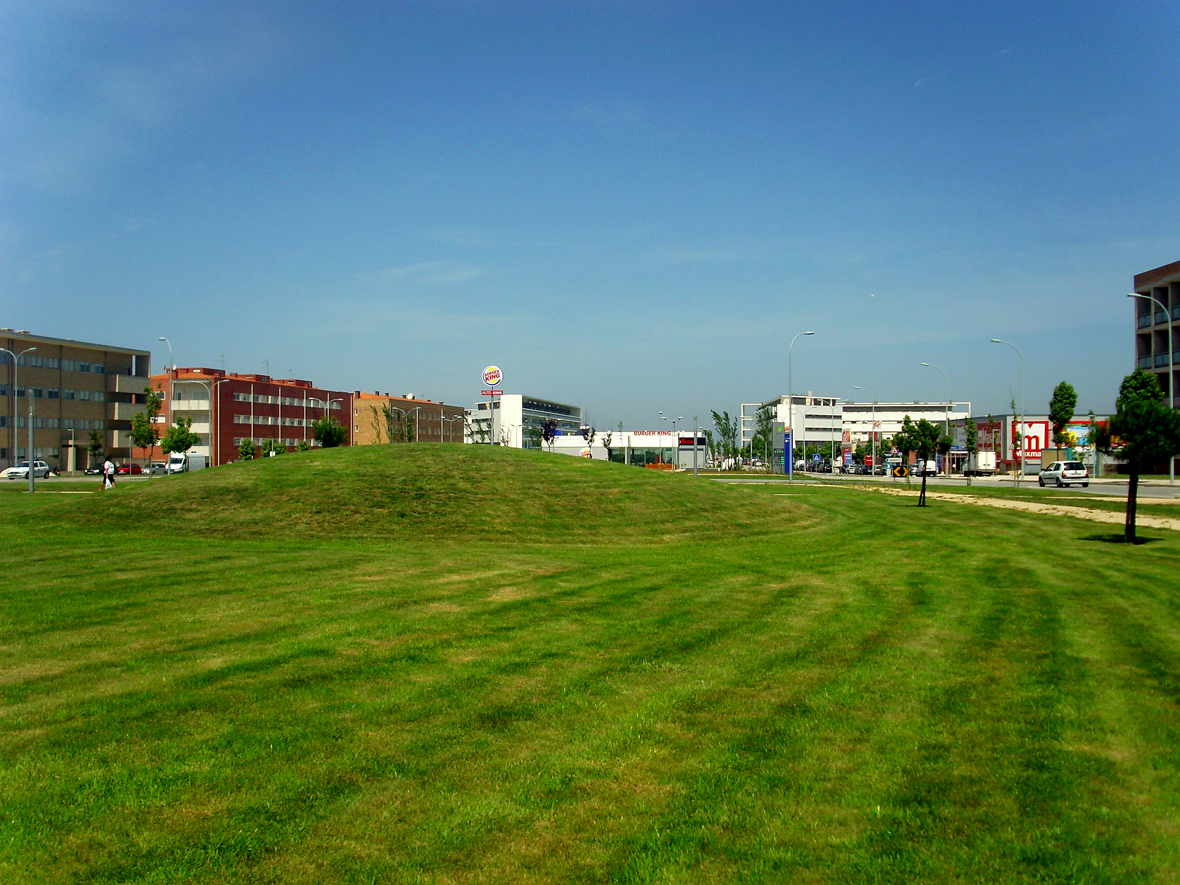
Jardim Central da Avenida 25 de Abril

Barreiros é uma zona na cidade da Póvoa de Varzim em Portugal e, em conjunto com Moninhas é uma das onze partes da cidade. Barreiros localiza-se a nordeste do Centro da Póvoa de Varzim. Tradicionalmente, Barreiros é o nome dado a uma vasta área de confluência entre as freguesias da Póvoa de Varzim, Amorim e Beiriz, outrora território de bouças.

## Geografia

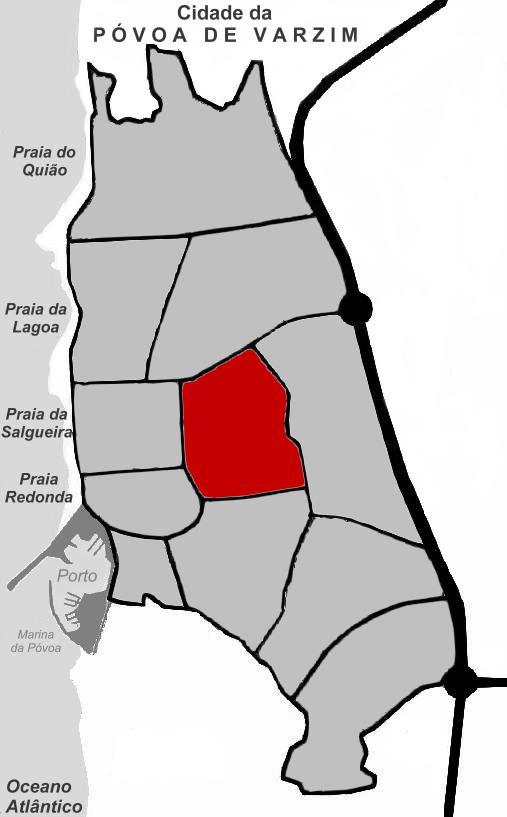
Parte da Cidade conhecida como Barreiros & Moninhas.

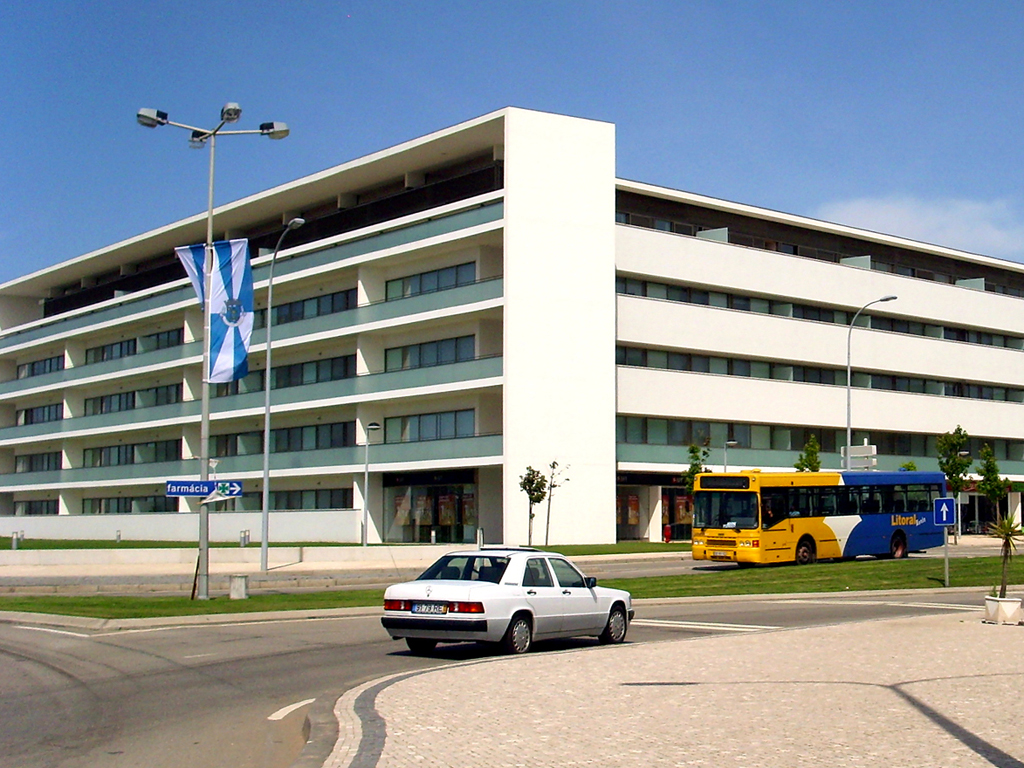
Um autocarro saindo da Avenida 25 de Abril fazendo o circuito Amorim - Caxinas.

Barreiros e Moninhas limitam-se a norte pelo Parque da Cidade, a sul estão limitados pela Matriz/Mariadeira, a poente estão limitados pelo Bairro Norte e Centro da cidade e a nascente por Giesteira.
As principais vias de Barreiros formam os vértices de um quadrado gigante na planície, são elas a Avenida do Mar, Avenida 25 de Abril, Rua D. Maria I e Rua Comendador Francisco Quintas.
A Avenida do Mar, limite norte, é uma elevação artificial na planície, devido a ser uma variante entre a EN 13 e A28. A poente, a Avenida 25 de Abril, apesar de recente, tornou-se numa avenida de serviços com centralidade, serviços e popularidade crescentes. Na rua D. Maria I situam-se equipamentos municipais: A Central de Camionagem, o Auditório Municipal, o Pavilhão Municipal e a Casa da Juventude. E a Rua Comendador Francisco Quintas é uma das subdivisões da antiga estrada nacional para Barcelos.

## História
Barreiros aparece pela primeira vez numa escritura de venda de 1577: ... metade da bouça chamada de Barreiros que está no termo desta villa... No século XVI, este lugar era um extenso território de bouças, campos e uma agra dividida em leiras.
Barreiros teve um crescimento modesto durante o século XX, onde a Fábrica de cordoaria Quintas & Quintas de Barreiros tinha sido o principal impulsionador de desenvolvimento. O Centro Desportivo e Cultural de Barreiros foi constituído em 1982. Em Barreiros existe um pequeno bairro (de quarteirão) com nome homónimo, o "Bairro de Barreiros", sendo uma das partes urbanas mais antigas. No entanto, a abertura da Avenida 25 de Abril fizeram com que esta zona da cidade tivesse uma forte expansão urbana na primeira década de 2000 dada a expansão urbana da Póvoa de Varzim conforme o Plano de Urbanização.